# Patrick Eveno
Pour les articles homonymes, voir Eveno.
Patrick Eveno, né le 16 janvier 1947 à Paris, est un universitaire français, spécialiste de l’histoire des médias.

## Biographie
Il est professeur agrégé au lycée Jean Renoir de Bondy jusqu’en 1990, puis à l'université Paris X-Nanterre. Il est le frère de Bertrand Eveno, qui fut PDG de l'AFP de 2000 à 2005.
Docteur en histoire en 1996, il devient maître de conférences puis professeur des universités en histoire contemporaine à l'université Paris I Panthéon-Sorbonne et membre du laboratoire IDHE,. Il enseigne l'histoire des médias en licence et dans les Masters recherche « Histoire et audiovisuel » et « Histoire des sociétés occidentales contemporaines ». Il dirige le Master professionnel « Communication du savoir, technologies de la connaissance et management de l’information ». Patrick Eveno enseigne également à l'École supérieure de journalisme de Lille et à l'Institut pratique du journalisme à Paris.
Il a dirigé le sous-pôle « concentration, pluralisme et développement » des États généraux de la presse écrite, où il a plaidé pour la création d'un observatoire du pluralisme et de la transparence dans les médias. Il a également participé à la Commission de réforme des aides à la presse. Très actif dans la réflexion sur l'information et le journalisme, il est membre de l'Association de préfiguration d'un Conseil de presse, et de l'Observatoire de la Déontologie de l'Information, dont il est le président depuis février 2014. Le deuxième rapport de l'ODI, « L'Information sous pressions », a été présenté le 17 octobre 2014 aux Assises Internationales du journalisme,.
En janvier 2013, il a été nommé par la ministre de la Culture Aurélie Filippetti à la Commission de réflexion sur la réforme des aides à la presse.
Patrick Eveno a été rédacteur en chef de la revue semestrielle Le Temps des médias et secrétaire général de la Société pour l'histoire des médias de 2000 à 2007.
Pour lui, le fait que la concentration dans les médias soit insuffisante est « la cause principale de leur faiblesse ».
Patrick Eveno était ami avec l'universitaire Jacques Marseille, dont il a partagé le bureau à la Sorbonne pendant douze ans. Tous deux ont été des promoteurs du « Prix Crédit Lyonnais pour l'histoire d’entreprise », qui récompensait des thèses ou des manuscrits ayant pour objet l'histoire des entreprises ou des branches d'activité françaises à l'époque contemporaine. Patrick Eveno avait été lui-même le lauréat de ce prix en 1996.
Depuis décembre 2019, il est président du Conseil de déontologie journalistique et de médiation.

## Analyses
Il considère que les syndicats de journalistes, comme le Syndicat du livre CGT, « pensent à leurs intérêts corporatifs » et, analysant les rigidités du syndicat face aux mutations de la presse, évoque une « attitude suicidaire ».
Lors de la polémique sur les conflits d'intérêts découlant de la liaison entre Audrey Pulvar et Arnaud Montebourg, il estime que c'était le « reflet d'un monde médiatique qui se pose des questions qui n'en sont pas, qui se torture ». Il a également pris position lors du débat sur les conflits d'intérêts liés aux rachats successifs des quotidiens économiques La Tribune et Les Échos par LVMH, en estimant que la vente de La Tribune en quasi-faillite pour racheter Les Échos n'avait rien de choquant économiquement. Cependant, dans un article du quotidien Les Échos publié le 27 juin 2007, « Presse d'influence ou presse d'information », il s'est vivement opposé au rachat du journal par LVMH.
Lors des États généraux de la presse écrite organisés par le président Nicolas Sarkozy à l'automne 2008, il est désigné président du pôle « concentration, pluralisme et développement ». Dans Le Monde du 14 novembre 2008, il a considéré que le Forum permanent des sociétés de journalistes avait tort de ne pas participer à ces États-Généraux de la presse.
Patrick Eveno s'est exprimé en faveur de la loi de janvier 2010 sur la protection des sources d'information des journalistes, dite « loi Dati » car votée à l'initiative de la ministre de la Justice Rachida Dati, en estimant qu'elle apportait « un progrès, même si elle n'est pas parfaite », dans une interview à l'AFP du 17 juillet 2008.

## Publications
- La Guerre d'Algérie, documents et témoignages, en collaboration avec Jean Planchais, Paris, La Découverte, 1989.
- L'Europe de Yalta à Maastricht, en collaboration avec Pierre Servent, Paris, Le Monde Éditions, 1993.
- L'Algérie, Bruxelles, Marabout, 1994.
- La Deuxième Guerre mondiale 1939-1945, récits et mémoire, Patrick Eveno, Jean Planchais et Laurent Greilsamer, Paris, Le Monde Éditions, 1994.
- La Ve République, en collaboration avec Jean-Louis Andréani, Paris, Le Monde Éditions, 1995.
- L’Histoire au jour le jour, 1944-1996, sous la direction de Daniel Junqua, Marc Lazar, Philippe Buton et Patrick Eveno, Paris, Le Monde Éditions, 1996.
- Le Monde, histoire d’une entreprise de presse, 1944-1995, Paris, Le Monde Éditions, 1996.
- Croissance et crise, cinquante ans d'histoire économique, en collaboration avec François Renard, Paris, Le Monde Éditions, 1997.
- L'Algérie dans la tourmente, Bruxelles, Marabout, 1997.
- Le journal Le monde : une histoire d'indépendance, Paris, Éditions Odile Jacob, 2001, 295 p., 22 cm (ISBN 2-7381-0946-2 et 978-2-7381-0946-0, OCLC 301649981, BNF 37215290, SUDOC 055543715, présentation en ligne, lire en ligne ).
- L’argent de la presse française, des années 1820 à nos jours, Éditions du CTHS, 2003.
- Histoire du journal Le Monde 1944-2004, Paris, Albin Michel, 2004.
- La presse quotidienne nationale. Fin de partie ou renouveau ?, Paris, Vuibert, 2008.
- Les médias sont-ils sous influence?, Paris, Larousse, 2008.
- Les coulisses de l’histoire, études sur la protection sociale de la presse et du spectacle, Tome I, sous la direction de Patrick Bézier, Patrick Eveno et Pascale Goetschel, Jacob Duvernet, 2009.
- Culture et médias sous l'Occupation, Des entreprises dans la France de Vichy, sous la direction d'Agnès Callu, Patrick Eveno et Hervé Joly, Éditions du CTHS, 2009.
- Les Grands articles qui ont fait l'histoire, Paris, Flammarion, 2010.
- La culture audiovisuelle en France, les années 1960-1980, Paris, L’Harmattan, 2010.
- J’accuse et autres grands articles, anthologie du journalisme français, Paris, Le Monde-Flammarion, 2010.
- Ils ont fait la presse, L’histoire des journaux en France en 40 portraits, avec Yves Agnès, Paris, Vuibert, 2010.
- La presse, Paris, PUF, coll. "Que sais-je ?", 2010.
- Les coulisses de l’histoire, études sur la protection sociale de la presse et du spectacle, des institutions et des hommes, Tome II, sous la direction de Patrick Bézier, Patrick Eveno et Pascale Goetschel, Jacob Duvernet, 2012.
- Histoire de la presse française, de Théophraste Renaudot à la révolution numérique, Paris, Flammarion, 2012.
- Guerre et médias, de la Grande Guerre à nos jours, CLEMI, 2014.
- Cent ans à travers les unes de la presse, Larousse, 2017